# Лумбе
Лумбе (пол. Łumbie) — село в Польщі, у гміні Сейни Сейненського повіту Підляського воєводства.
Населення — 159 осіб (2011).
У 1975-1998 роках село належало до Сувальського воєводства.

## Демографія
Демографічна структура станом на 31 березня 2011 року:
|          | Загалом | Допрацездатний вік | Працездатний вік | Постпрацездатний вік |
| -------- | ------- | ------------------ | ---------------- | -------------------- |
| Чоловіки | 80      | 10                 | 60               | 10                   |
| Жінки    | 79      | 11                 | 43               | 25                   |
| Разом    | 159     | 21                 | 103              | 35                   |